# Lorius hypoinochrous
Lóris-de-barriga-púrpura ou lóri-de-ventre-roxo (Lorius hypoinochrous) é uma espécie de ave da família Psittacidae.
É endémica da Papua-Nova Guiné.
Os seus habitats naturais são: florestas subtropicais ou tropicais húmidas de baixa altitude, florestas de mangal tropicais ou subtropicais e regiões subtropicais ou tropicais húmidas de alta altitude.